# سیارک ۷۱۱۲
سیارک ۷۱۱۲ (به انگلیسی: 7112 Ghislaine، نام‌گذاری: 1986GV) هفت هزار و صد و دوازدهمین سیارک کشف شده‌است که در ۳ آوریل ۱۹۸۶ کشف شد.
قدر مطلق سیارک برابر ۱۳٫۲۰ است.